# ATA Brasil
A Atlântico Transportes Aéreos ou simplesmente ATA Brasil, foi uma companhia aérea brasileira, fundada em Recife em 2001.
Durante o primeiro ano transportou aproximadamente 2 mil passageiros. Em 2002 a empresa optou por operar somente com carga aérea, o que lhe proporcionaria maior rentabilidade.
Atualmente a empresa não está operando.